# 长丝景天
长丝景天（学名：Sedum bergeri）为景天科景天属的植物，为中国的特有植物。分布于中国大陆的云南等地，生长于海拔3,000米至3,500米的地区，常生于山坡岩石上，目前尚未由人工引种栽培。